# باز منشد داكن
الباز المُنشد الدَّاكن  أو الباشق الحزين الترتيل (الاسم العلمي: Melierax metabates) (بالإنجليزية: Dark Chanting Goshawk)، هو طائر جارح متوسط الحجم ينتمي إلى فصيلة البازية وقفته منتصبة ذيله طويل وأجنحة عريضة مستديرة، يعيش في أفريقيا جنوب الصحراء وجنوب الجزيرة العربية مع احتمال انقراضه من المغرب.

## الوصف

### الحجم
يراوح طول الباز المنشد الداكن بين 43 و56سم، وطول جناحيه بين 90 و110سم أما الوزن فتراوح عند الإناث بين 840 و860 غرام أما الذكور الأصغر حجما فيراوح وزنها بين 645 إلى 700 غرام.

### المظهر
الطيور البالغة لونها أرمد داكن في الجزء الأعلى وريش الطيران مائل للسواد، أما الجزء الأسفل باستثناء الصدر فأبيض شاحب ذو خطوط داكنة عريضة والذيل مخطط بخطوط عريضة بالأبيض والأسود، السيقان والمنقار ذات لون برتقالي ولون العينين بني داكن، أما الطيور اليافعة فلونها بني.

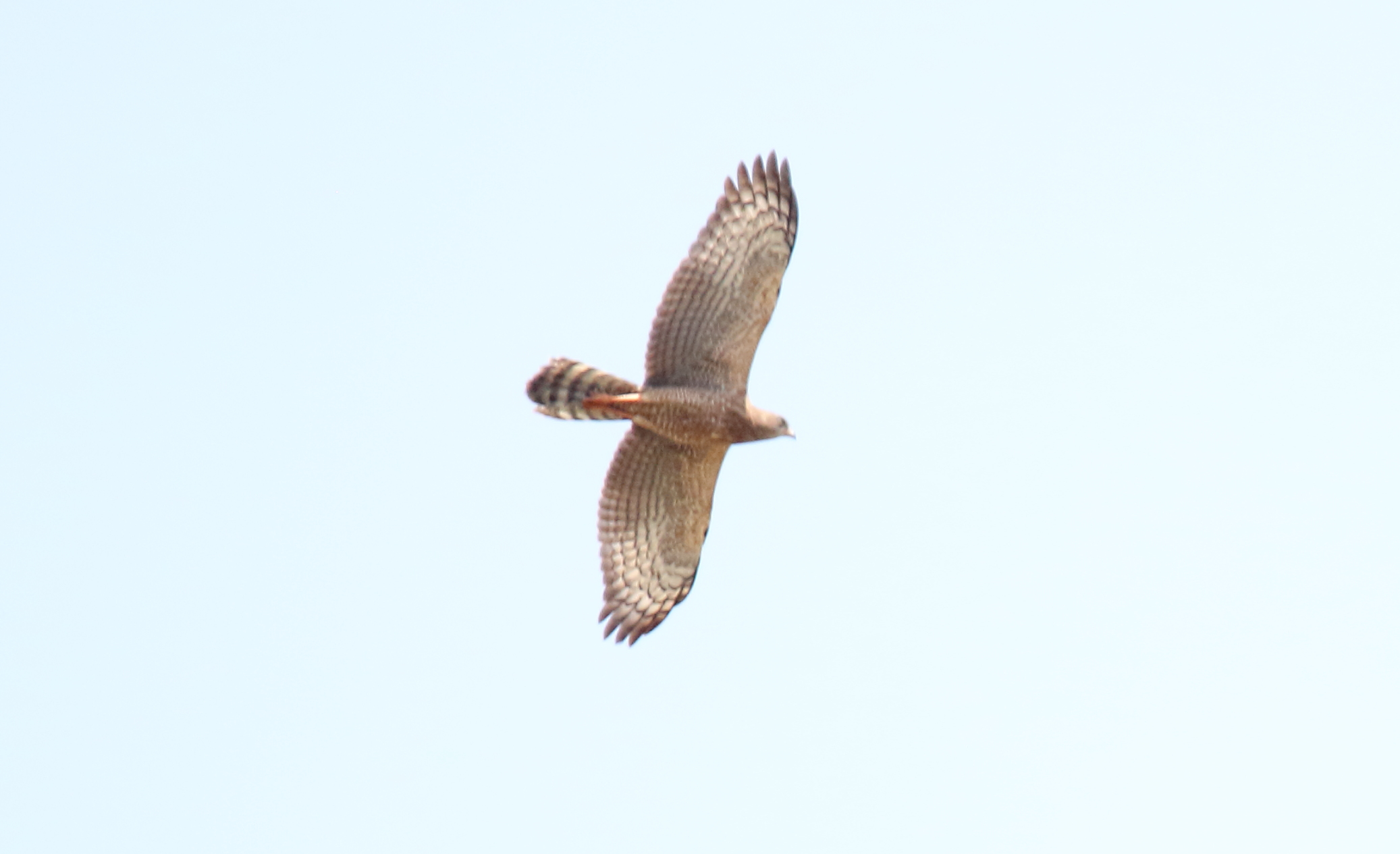
طائر بالغ أثناء الطيران

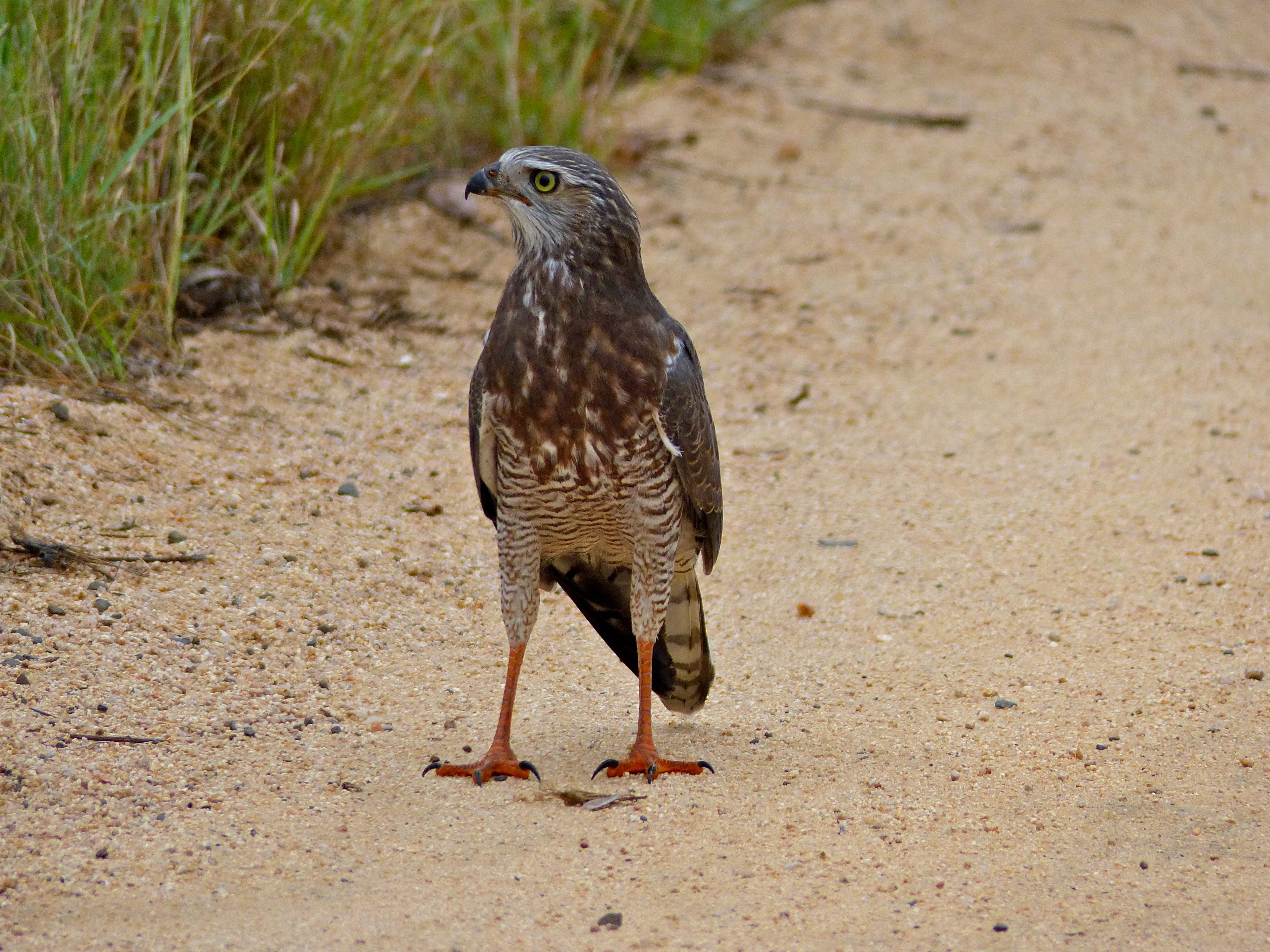
طائر يافع

## التصنيف
ينظر أحيانا إلى البيزان المنشدة التي هي من جنس (Melierax) نظرة النوع الواحد، وهذه الأنواع هي الباز المنشد الداكن (Melierax metabates) والباز المنشد الباهت (Melierax canorus) والباز المنشد الشرقي (Melierax poliopterus).

## الموطن والنوعيات وإنتشارها
الباز المنشد الداكن ينتشر في أفريقيا جنوب الصحراء وغرب الجزيرة العربية وهو يحب العيش في السافانا والأراضي الحرجية ويُداخل نطاقه نطاقَ أقربائه من جنس السحنون في بعض الأماكن، ويتجنب دائما الغابات المطيرة والصحراء.
لهذه الطائرة خمس نويعات وهي كالتالي:
- النويعة النمطية (M.m.metabates): تنتشر من السنغال وغامبيا شرقا إلى إثيوبيا وجنوبا إلى جمهورية الكونغو الديمقراطية وشمال تنزانيا.
- النويعة النيومانية (M.m.neumanni): تنتشر من مالي شرقا إلى شمال السودان.
- النويعة التيريزية (M.m.theresae): تنتشر في جنوب غرب المغرب. (منقرضة؟)
- النويعة العربية (M.m.ignoscens): تنتشر في جنوب غرب الجزيرة العربية في جنوب غرب السعودية وغربي اليمن.
- النويعة الميشووية (M.m.mechowi): تنتشر في جنوب شرق الغابون وأنغولا وجنوب تنزانيا جنوبا إلى شمال ناميبيا وشمال شرق جنوب أفريقيا.

## التزاوج
الباز المنشد الداكن هو معشش إقليمي. في فترة مابين يوليوز وأكتوبر يقوم الزوجان بعروض تزاوج حيث يغوص الذكر مرارًا وتكرارًا عند الأنثى التي تقدم التي هي مبرزة مخالبها له. يبني الزوجان  العش في شجرة، وهو منصة مسطحة من العصي ، تُزيّن بشبكات العناكب وتُثبّت بالطين أحيانًا. قد يكون العش مبطن بمجموعة متنوعة من المواد، بما في ذلك مواد نباتية ومعدنية وأحيانا الأشياء من صنع الإنسان. يتم وضع البيض بيضة واحدة أو اثنتين، وأحيانًا ثلاث بيضات، وتحتضنها الأنثى لمدة 36 إلى 38 يومًا تقريبًا، بينما يجلب الذكر الطعام لها في العش. في البداية، ترعى الأنثى الصغار وتحرسهم، في حين يسعى الذكر لجلب الطعام. يبدأ الصغار في تعلم الطيران في العمر 50 يومًا ، ويتمتعون بالاستقلال التام بعد نحو 3 إلى 8 أشهر من عمرها. ويبتعدون عن منطقة العش في بداية موسم التزاوج التالي.

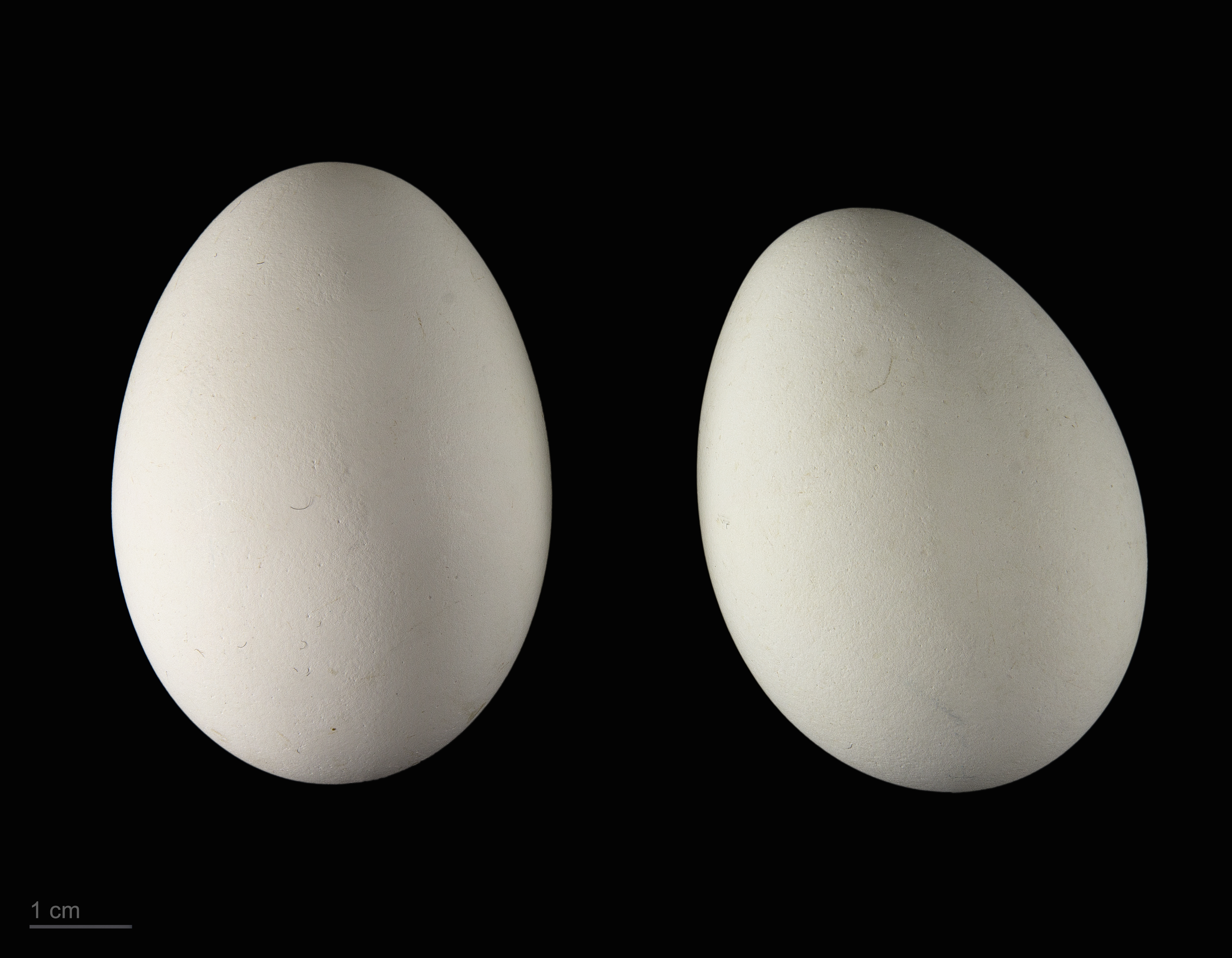
بيض الباز المنشد الداكن

## حالة الحفظ
الباز المنشد الداكن منتشر وشائع ولذلك فهو غير مهدد عالميًا. ومع ذلك، فإن النويعيتين التيريزية في المغرب والعربية غرب الجزيرة العربية معرضتان بشدة بسبب فقدان موائلها الطبيعية على وجه الخصوص، النويعة التيريزية محصورة في منطقة صغيرة من جنوب غرب المغرب، حيث يُعتقد أنها انقرضت تقريبًا نتيجة لإزالة الغابات والصيد. وبخلاف ذلك، فإن النطاق الواسع لهذا النوع يعني أن جمعية الطيور العالمية تصنفه على أنه غير مثير للقلق.